# Bimöhlen
Bimöhlen, igual en baix-alemany i en alemany és un poble de l'amt de Bad Bramstedt-Land al districte de Segeberg a l'estat de Slesvig-Holstein a Alemanya. El 31 de desembre de 2014 tenia 957 habitants a una superfície de 17,235 km².

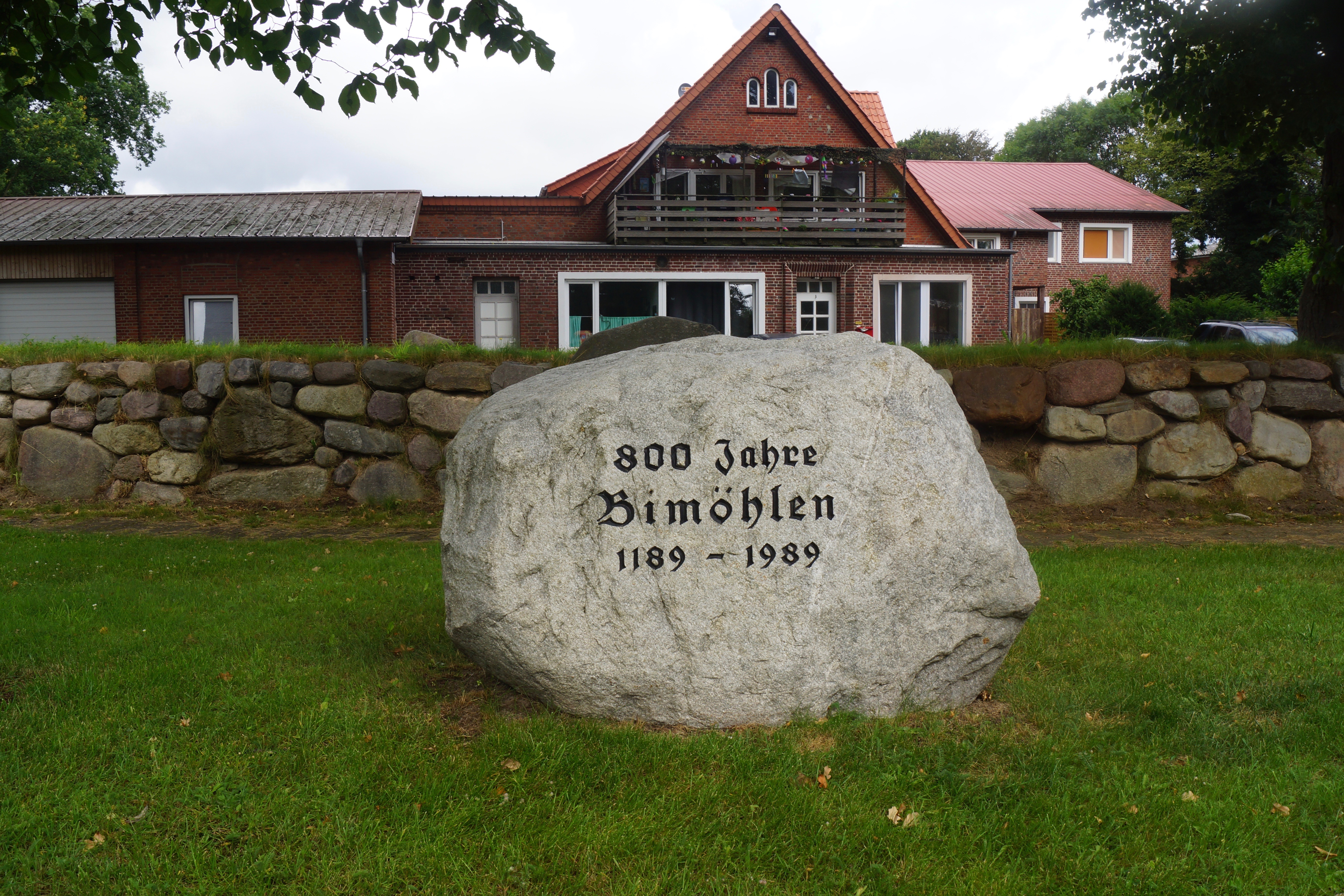
Pedra commemorativa del 800^{è} aniversari

S'han trobat artefactes del Neolític i sis túmuls de l'edat del bronze, i tallers de l'edat de ferro. El primer esment del poble data del 1189, en un acte entre el comte d'Holstein i el monestir de Reinfeld, propietari de Bimöhlen. Queden unes restes d'un castell de mota i pati medieval. El nom provindria «bi» i el baix alemany Möhl, (molí) com el poble s'ha desenvolupat a l'entorn del molí d'aigua. La significació del prefix «Bi-» no és segur: podria significar corba, donc molí en la corba o derivar d'un nom, molí d'en Boio. Es troba al marge de l'Osterau, amb el Holmau, el principal curs d'aigua del municipi, que desguassa a l'Stör. Tenia originàriament la forma d'un rundling, un poble rotund a l'entorn d'una plaça major, un assentament molt típic de la regió.
Es troba a una antiga via lateral de l'Ossenpad un eix molt important entre Dinamarca i Hamburg fins al segle xix. S'ha quedat un poble rural, del qual la primera activitat econòmica és l'agricultura. Fins al 1973 es va explotar la torba als aiguamolls de l'Hasenmoor.
L'escut sintetitza els elements fundacionals del poble: el riu Osterau, el molí d'aigua per esmicolar mena de ferro que li va donar el seu nom, i el carretó de torba, símbol de l'explotació de la torba, antany una activitat económica principal fora de l'agricultura, que abastava la regió fins a la ciutat de Neumünster de combustible, com que el terra arrenós no era gaire fèrtil abans la introducció de l'adob químic. Als anys 1920 l'activitat es va mecanitzar i es va construir un ferrocarril de mercaderies cap a l'estació de l'AKN a Grossenaspe. L'expoltació de la torba que havia esdevingut poc rendible i ecològicament qüestionada es va cessar el 1973. Es va renaturalitzar l'aiguamoll, però la major part va ser colonitzada per bedolls i no queda gaire de la vegetació típica.

## Llocs d'interès
- El riu Osterau, aficionat pel turisme en canoa
- L'aigüamoll de l'Hasenmoor, reserva natural

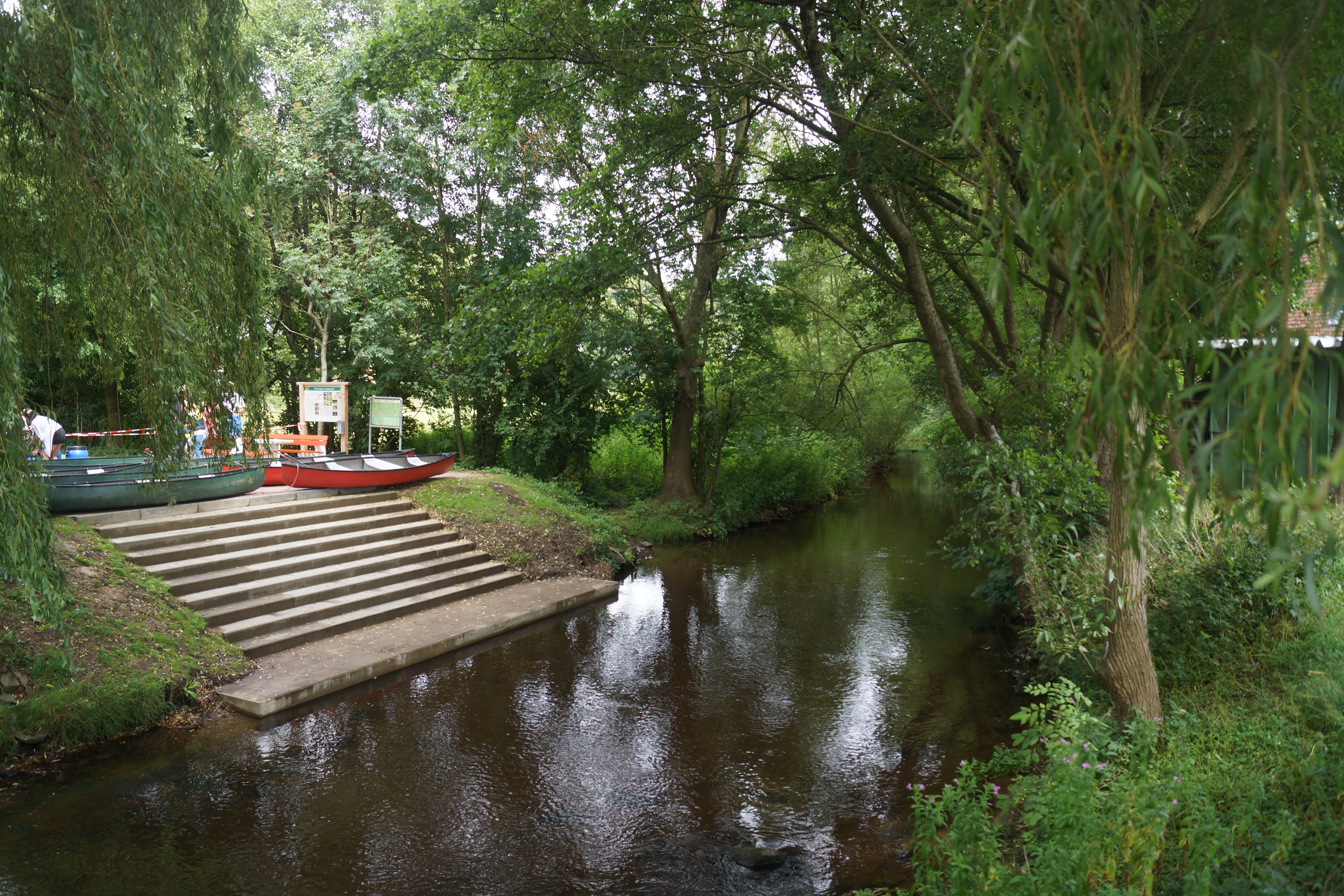
Embarcador de canoes a l'Osterau
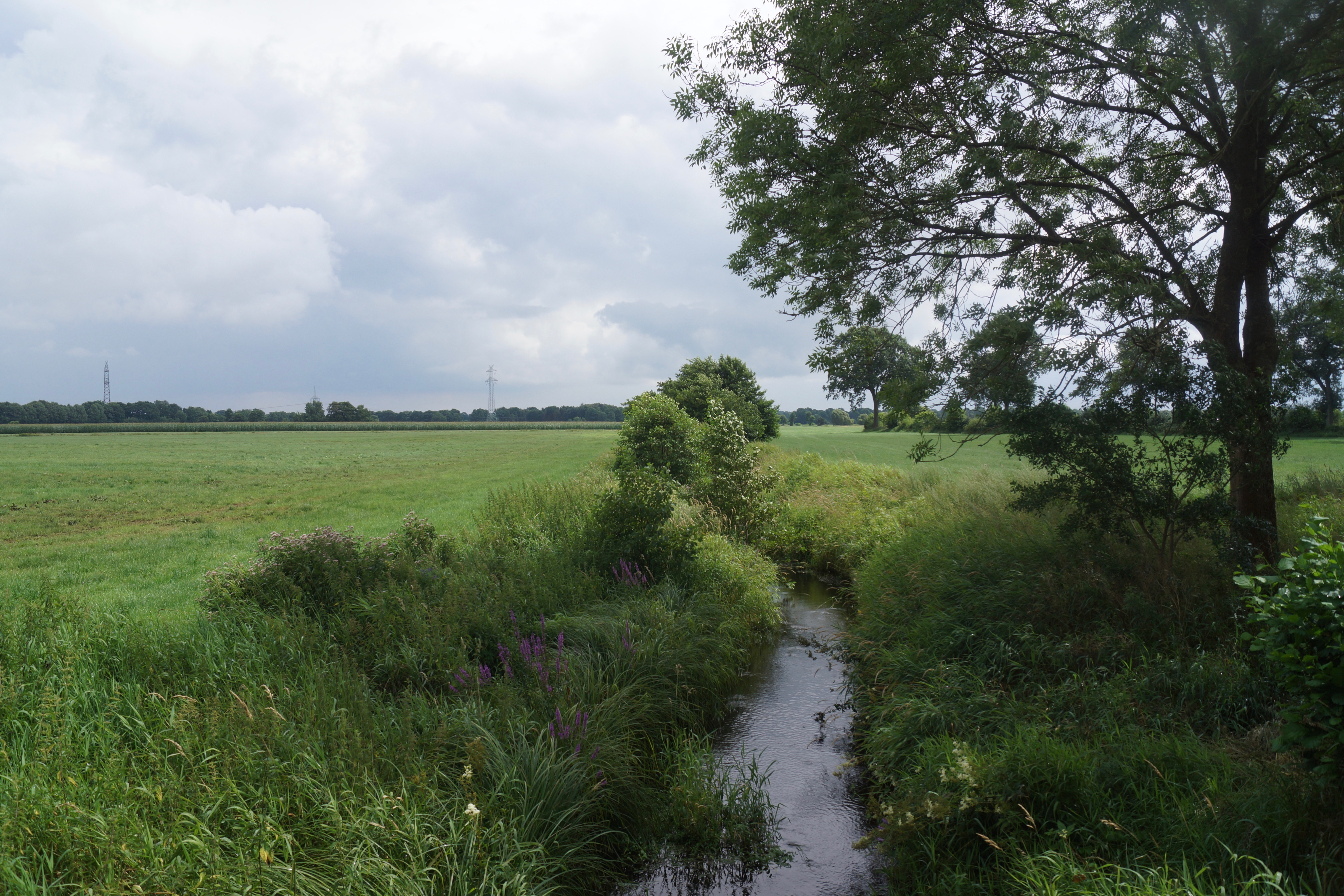
El Holmau al carrer Hasenmoorer Strasse
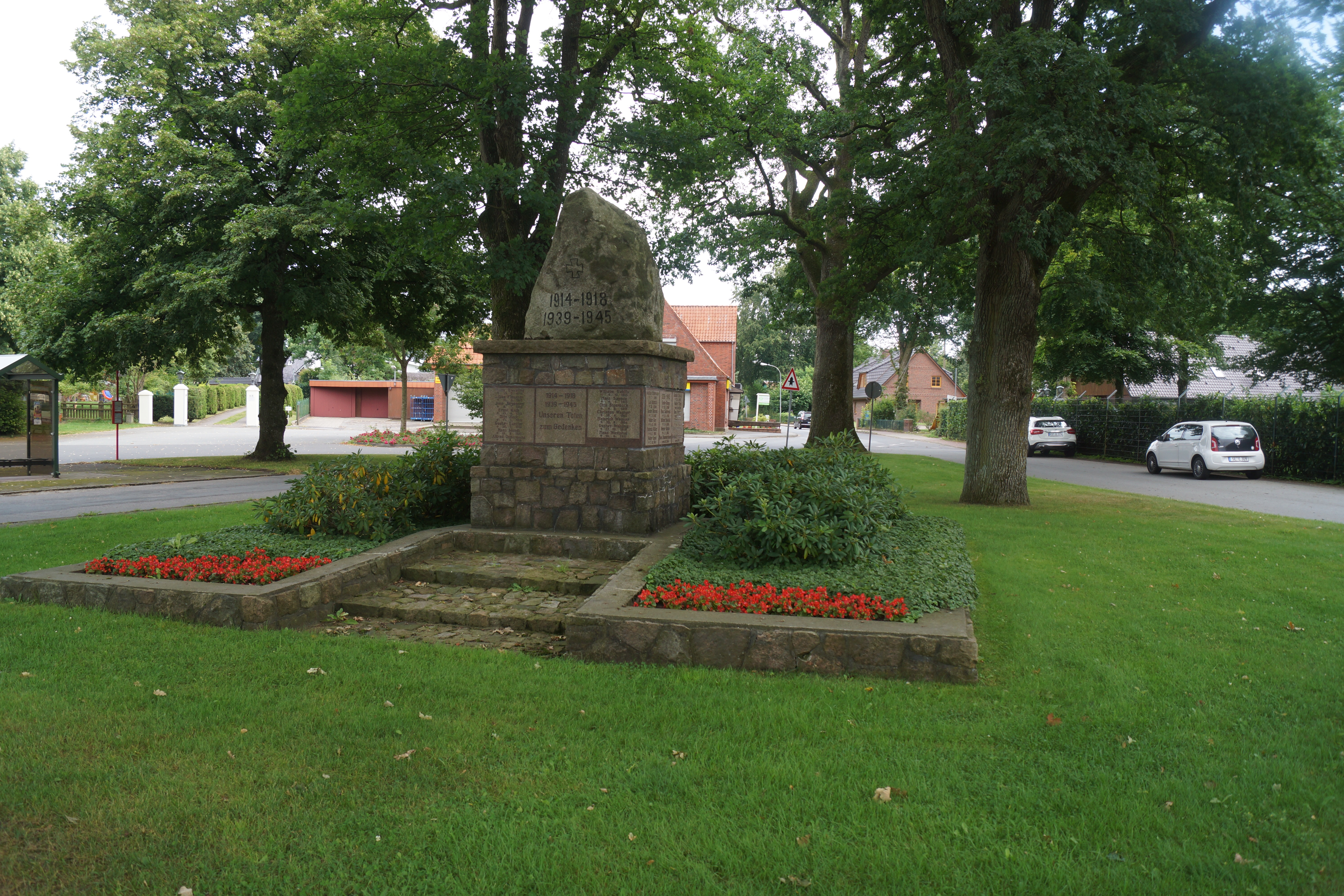
Monument a les víctimes de les dues guerres mundials